# Рубильник

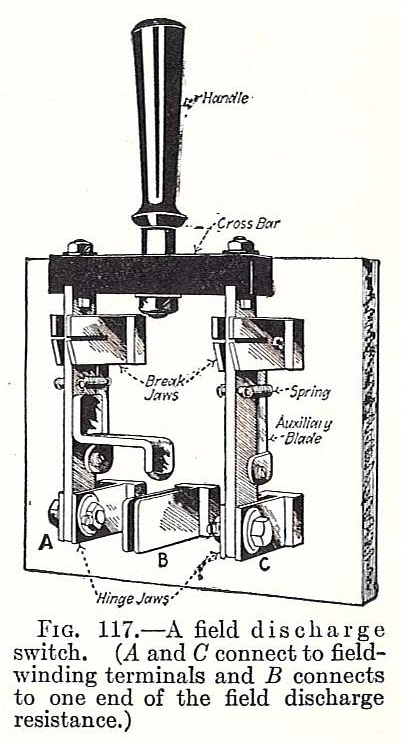
Устройство рубильника с моментальным ножом (1917 год).

Руби́льник — простейший электрический коммутационный аппарат с ручным приводом и металлическими ножевыми контактами, входящими в неподвижные пружинящие контакты (гнёзда), применяемый в электротехнических цепях для включения/отключения нагрузки с большой силой тока. 
Рубильник механический разъединитель (приводимый в действие мускульной силой и имеющий фиксатор положений)  - контактный коммутационный аппарат, предназначенный для коммутации электрической цепи с номинальными значением  силы тока , который для обеспечения безопасности работ имеет в отключенном положении изоляционный видимый промежуток.

## Применение
Рубильники применяются для включения узлов, находящихся под нагрузкой (с дугогасительной камерой), и систем подачи электроснабжения с большой силой тока (обычно от 20 Ампер). Рубильники без дугогасительной камеры предназначены для включения и отключения сети без нагрузки.

4.1.9. Аппараты рубящего типа должны устанавливаться так, чтобы они не могли замкнуть цепь самопроизвольно, под действием силы тяжести. Их подвижные токоведущие части в отключенном положении, как правило, не должны быть под напряжением.

4.1.10. Рубильники с непосредственным ручным управлением (без привода), предназначенные для включения и отключения тока нагрузки и имеющие контакты, обращенные к оператору, должны быть защищены несгораемыми оболочками без отверстий и щелей. Указанные рубильники, предназначенные лишь для снятия напряжения, допускается устанавливать открыто при условии, что они будут недоступны для неквалифицированного персонала.

Правила устройства электроустановок (ПУЭ), Издание седьмое. Утверждены Приказом Минэнерго России от 08.07.2002 № 204

## Типы рубильников

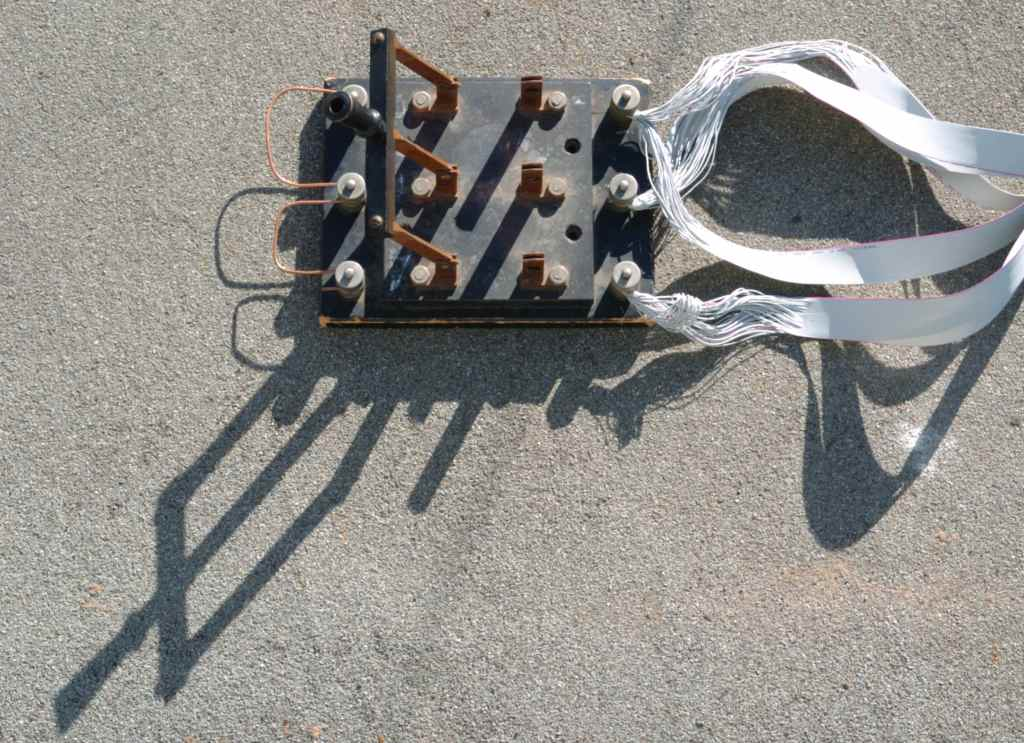
(Triple Pole Single Throw) Рубильник, используемый для закорачивания обмотки трёхфазного генератора в целях торможения ветряной турбины.

- перекидной рубильник — первая самая простая модификация с одним или двумя положениями фиксации коммутации, с любым количеством одновременно коммутируемых линий.
- рубильник с поворотным приводом

Чаще всего рубильники имеют степень защищенности IP00, и располагаются в специальных защитных ящиках, с выведенным на внешнюю сторону рычагом управления (так называемые ящики с блоком «предохранитель-выключатель»).
Рубильники, имеющие компактный размер и выполненные в защищенном корпусе, а также не имеющие характерного длинного (порядка 20 см и более) рычага принято называть «выключатель» или «разъединитель».
Подключаться может при помощи:
- обжатого гильзой проволочного провода;
- провода с центральной жилой;
- шинопровода.